# Nemesia corsica
Nemesia corsica är en spindelart som beskrevs av Simon 1914. Nemesia corsica ingår i släktet Nemesia och familjen Nemesiidae. Inga underarter finns listade i Catalogue of Life.